# Барглон
Барглон (фр. Barguelonne) је река у Француској. Дуга је 61 km. Улива се у Гарону. 